# El mundo perdido
El mundo perdido (título original en inglés: The Lost World) es una novela del escritor escocés Arthur Conan Doyle, sobre una expedición a una meseta sudamericana (basada en el monte Roraima de la selva amazónica venezolana) en donde aún sobreviven animales prehistóricos. Fue publicada en 1912 e introdujo al conocido personaje del profesor Challenger. Para tratarse de un relato de ficción ambientado en tiempos remotos, el episodio que trata sobre los dinosaurios es sorprendentemente corto: muchas más páginas están dedicadas a una batalla entre una tribu de hombres prehistóricos y un grupo de violentos homínidos primitivos. 

## Argumento
Ed Malone, reportero del Daily Gazette, se dirige a su jefe para conseguir una misión peligrosa y aventurera (de modo que pudiera impresionar lo bastante a su amada, Gladys, como para pedirle su mano). McArdle, el editor, accede y envía a Malone a entrevistarse con el profesor Challenger, una tarea difícil pues el profesor ha agredido a varios otros periodistas enviados a hablar con él sobre su presunto descubrimiento de dinosaurios en Sudamérica. Dicho hallazgo ha sido hasta el momento ridiculizado por la corriente científica principal, pero Challenger convence a Malone de su veracidad y le invita a una expedición al Amazonas venezolano para recoger más evidencia. Otros dos personajes también son incorporados al viaje: el profesor Summerlee, científico calificado para la tarea, y Lord John Roxton, un aventurero que conoce bien el Amazonas, territorio en el que varios años antes se había desempeñado en misiones contra tratantes de esclavos.

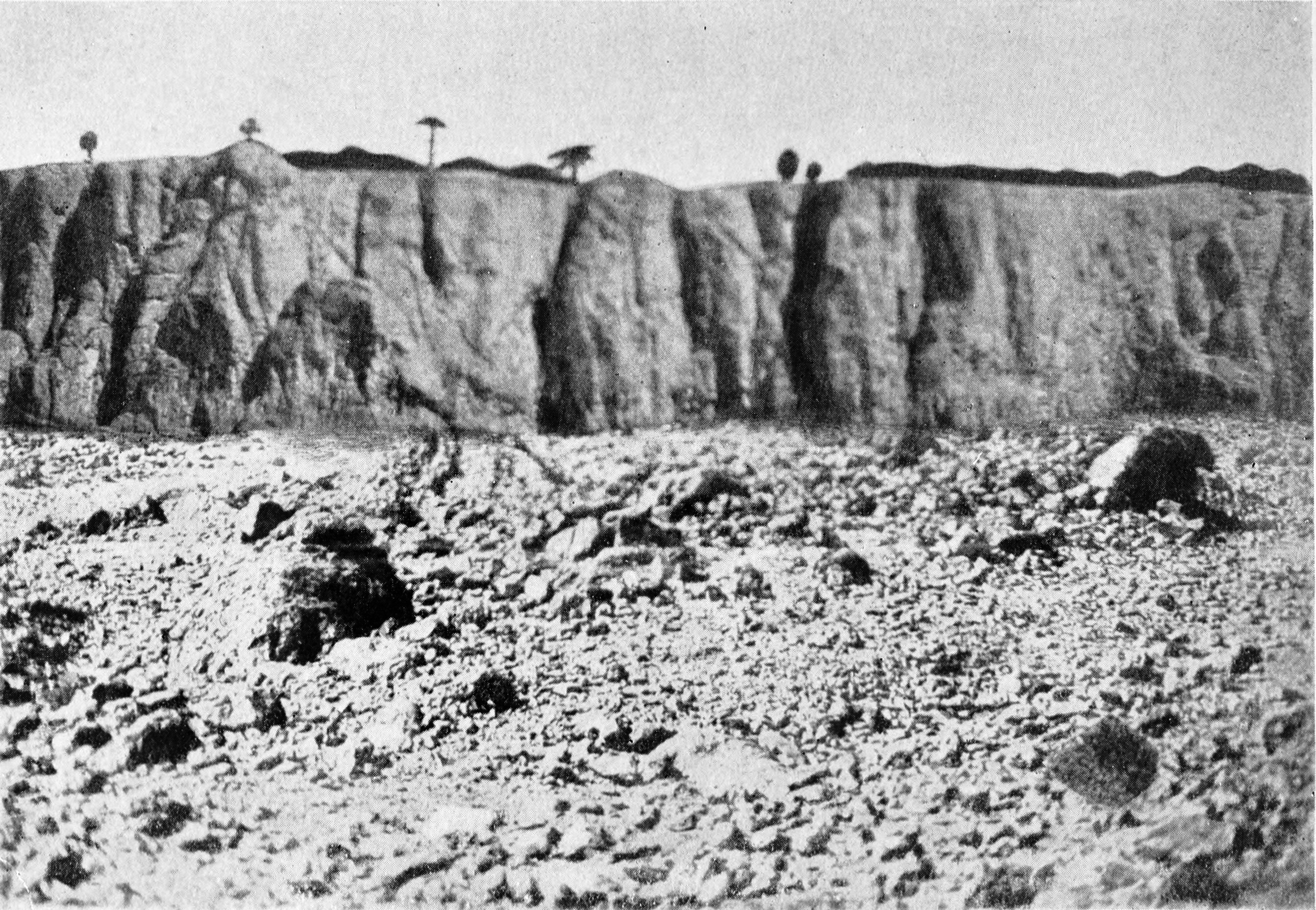
Meseta que explora la expedición

Después del largo viaje de rigor, alcanzan la meseta con la ayuda de guías indígenas, que se asustan supersticiosamente al acercarse al área, y huyen mucho antes de que la expedición alcance su meta. Sólo cinco individuos (dos indios, dos mestizos y un africano) permanecen en sus puestos: uno de éstos, Gómez (uno de los mestizos), es el hermano de un hombre al que Roxton mató en su lucha contra los esclavistas. Cuando la expedición consigue hacer pie sobre la parte superior de la meseta, Gómez los atrapa allí destruyendo el único puente. Zambo, el africano es leal y permanece en la base de la montaña para ayudar a sus patrones en el caso de que puedan encontrar un camino de regreso. El otro mestizo muere y los dos indios huyen despavoridos por el miedo que le tienen a esa tierra.
Los expedicionarios deciden investigar el mundo perdido. Son atacados por pterodáctilos en 
un pantano; poco después Roxton encuentra un poco de arcilla azul que le despierta un enorme interés. Después de explorar el terreno y de estar a punto de ser devorados por dinosaurios, los aventureros descubren que otras dos especies de humanoides viven en la meseta. Uno es una raza de criaturas de aspecto simiesco, y la otra es una tribu de seres humanos reales aunque primitivos. Los dos científicos hipotetizan que en el pasado habría sido más fácil subir a la meseta, lo que explicaría la presencia de especies post-jurásicas. Estos dos grupos de humanoides luchan constantemente entre sí. Challenger, Summerlee y Roxton son capturados por los simioides.
Roxton logra escapar y, junto con Malone, que no había sido capturado, comienzan una operación de rescate y los encuentran en el mismo momento en que los simios están por arrojarlos por el borde de la meseta. Después de salvarlos inician una frenética huida en la que se topan con la tribu humana. Bajo dirección de los europeos, los hombres primitivos derrotan a sus enemigos simiescos y logran la superioridad territorial.
La expedición entonces llega a saber, gracias al dato proporcionado por un hombre joven destacado de la tribu, que una de las cuevas deshabitadas cerca de aquellas en las que vive la tribu, es un túnel que conduce hasta la base de la planicie, lugar desconocido por esos hombres arcaicos. La expedición escapa furtivamente, pues la tribu desea que permanezcan con ellos. Vuelven a Inglaterra llevando con ellos un pterodáctilo, que rápidamente escapa al ser exhibido y es desacreditado por el público presente como alguna clase de pájaro desconocido, pues nadie consigue examinarlo en detalle. En una cena en el apartamento de Roxton con otros miembros de la expedición, éste le muestra la enigmática arcilla azul que, al ser desmenuzada, revela diamantes en su interior. Su valor, de unas 200.000 libras esterlinas, es repartido entre los camaradas. Challenger utiliza su parte para abrir un museo; Summerlee para retirarse; y Roxton para organizar otro viaje al mundo perdido. Malone vuelve a su amor, Gladys, para descubrir que se casó con otro hombre mientras él estaba ausente. Para no quedarse en Inglaterra, se ofrece como voluntario para la segunda expedición de Roxton.

## Personajes
- Frontispicio de la edición original de 1912, donde se muestra a los protagonistas del libro, de izquierda a derecha: E. D. Malone (del Daily Gazette); Profesor Summerlee; Profesor G. E. Challenger, y Lord John Roxton.Profesor Challenger – zoólogo.
- Profesor Summerlee – científico

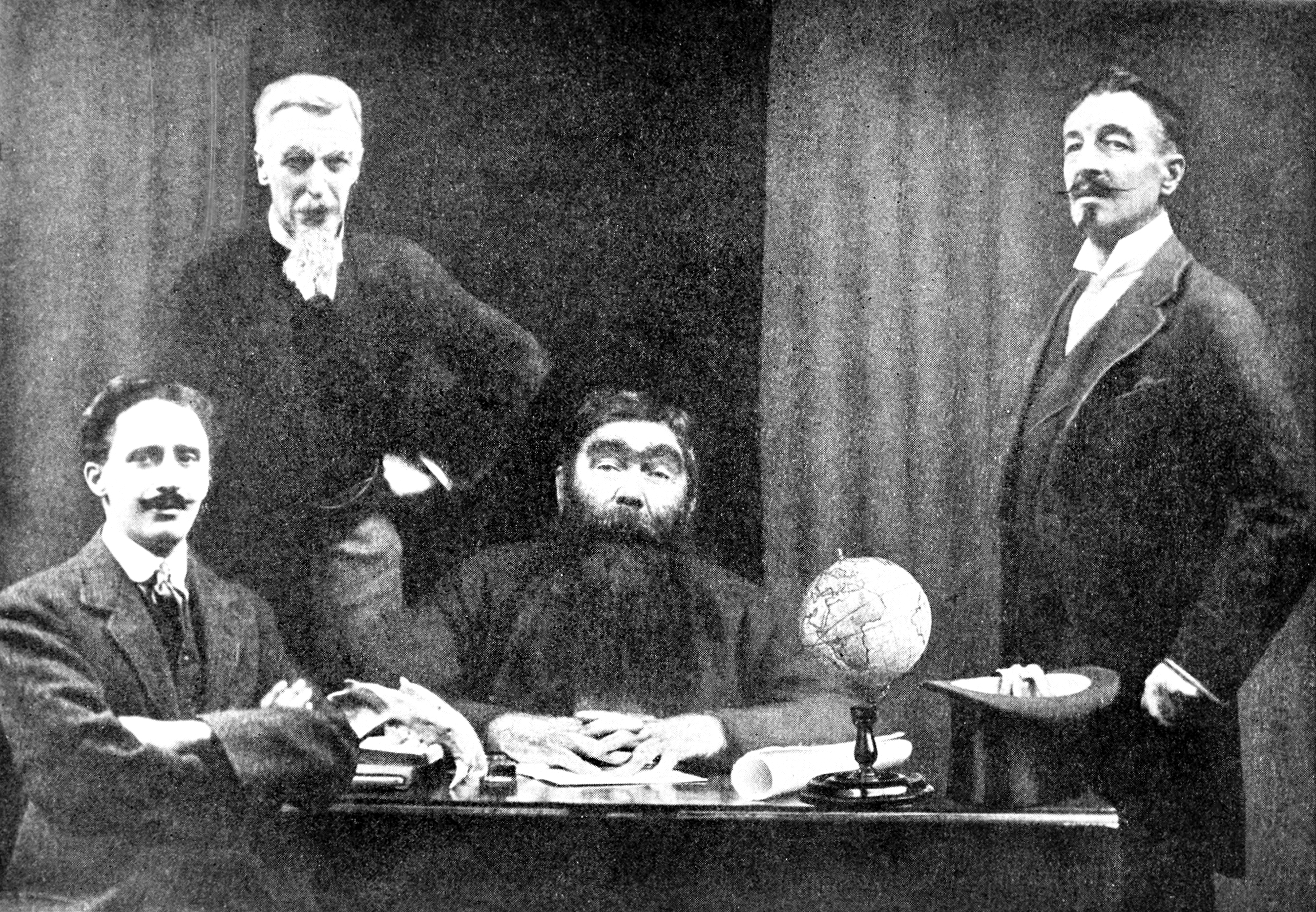
Frontispicio de la edición original de 1912, donde se muestra a los protagonistas del libro, de izquierda a derecha: E. D. Malone (del Daily Gazette); Profesor Summerlee; Profesor G. E. Challenger, y Lord John Roxton.

- Ed Malone – reportero del London Journal
- McArdle – editor del London Journal
- Lord John Roxton – aventurero y deportista, además de cazador de especies exóticas. También luchó contra los esclavistas en el Amazonas
- Gómez – guía mestizo sudamericano y hermano de un tratante de esclavos asesinado por Roxton
- Manuel – otro guía mestizo sudamericano
- Zambo – Fiel sirviente de los aventureros durante la expedición. Mató a Manuel
- Gladys – amiga de Malone, quien lo instó a realizar una aventura para ganar su amor

## Animales destacados
Dinosaurios no aviares:
- Iguanodon
- Stegosaurus
- Allosaurus
- Megalosaurus

Otros reptiles extintos:
- Pterodactylus
- Plesiosaurus
- Ichthyosaurus

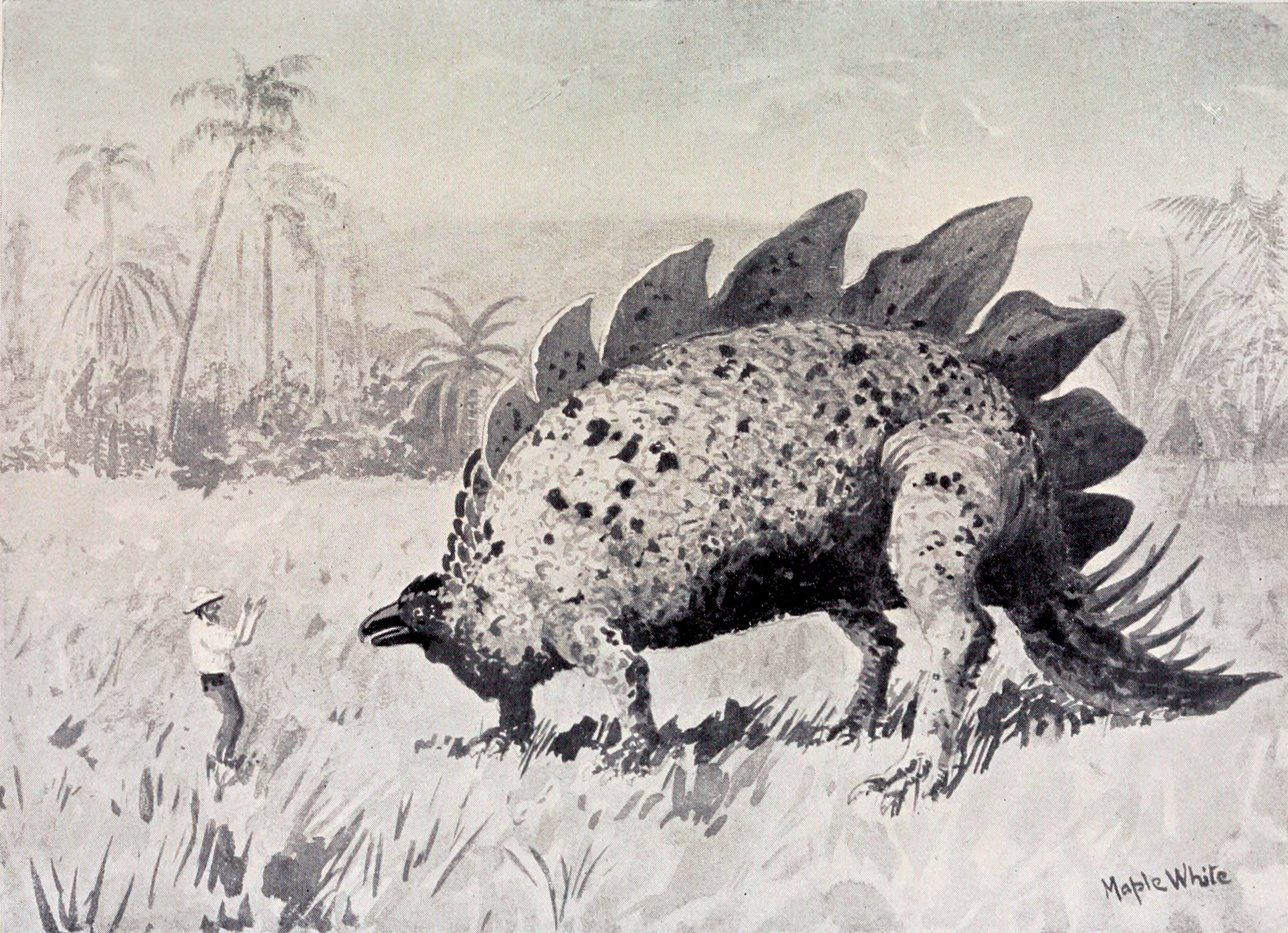
Encuentro con el Stegosaurus

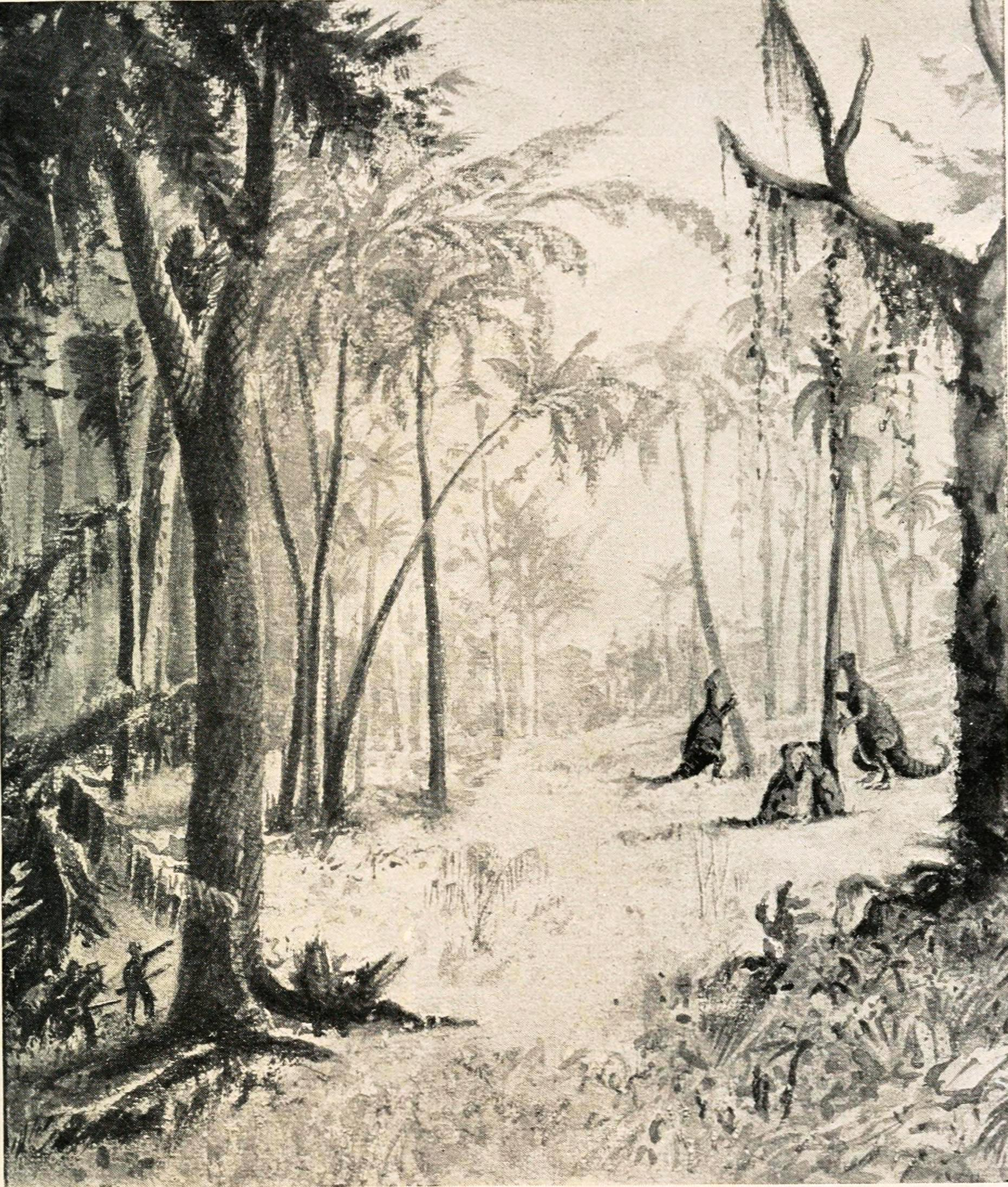
El grupo encuentra Iguanodons

Otros animales prehistóricos incluidos:
Mamíferos
- Megaloceros
- Glyptodon
- Pithecanthropus

Aves
- Phorusrhacos

Criaturas fuera de la Meseta:
- Jararaca (Bothrops jararaca)
- Agutí (Dasyprocta prymnolopha)
- Tapir (Tapirus terrestris)

## Alusiones y referencias en otros trabajos
En 1915, el científico ruso Vladimir Obruchev produjo su propia versión de un mundo antediluviano en su novela Plutonia, que ubica a los dinosaurios y a otras especies del Jurásico en el subsuelo de Siberia.
El título de Doyle fue reutilizado por el escritor estadounidense Michael Crichton en su novela de 1995 El mundo perdido, secuela de Parque Jurásico. Inmediatamente le siguió su adaptación fílmica, The Lost World: Jurassic Park. La serie televisiva La tierra de lo perdido (Land of the Lost) también se basa en el título original.
En 1986, apareció la novela La guerra de la Cochinchina, del escritor español Joan Perucho, que relata la búsqueda del pterodáctilo llevado a Inglaterra por el profesor Challenger en El mundo encontrado.
El profesor Challenger aparece en la novela corta Los Sabios en Salamanca, del escritor Alberto López Aroca, junto con el profesor Abraham Van Helsing. Esta obra está incluida en el volumen "Los Espectros Conjurados", 2004, ISBN 978-84-607-9866-8.
En los apéndices de The League of Extraordinary Gentlemen se menciona a la "Tierra de Maple White" y sus características criaturas prehistóricas como uno de los prodigios de Sudamérica, además también se refieren al Profesor Challenger como colaborador ocasional de la Liga.

## Alusiones y referencias a historia, geografía y ciencia reales

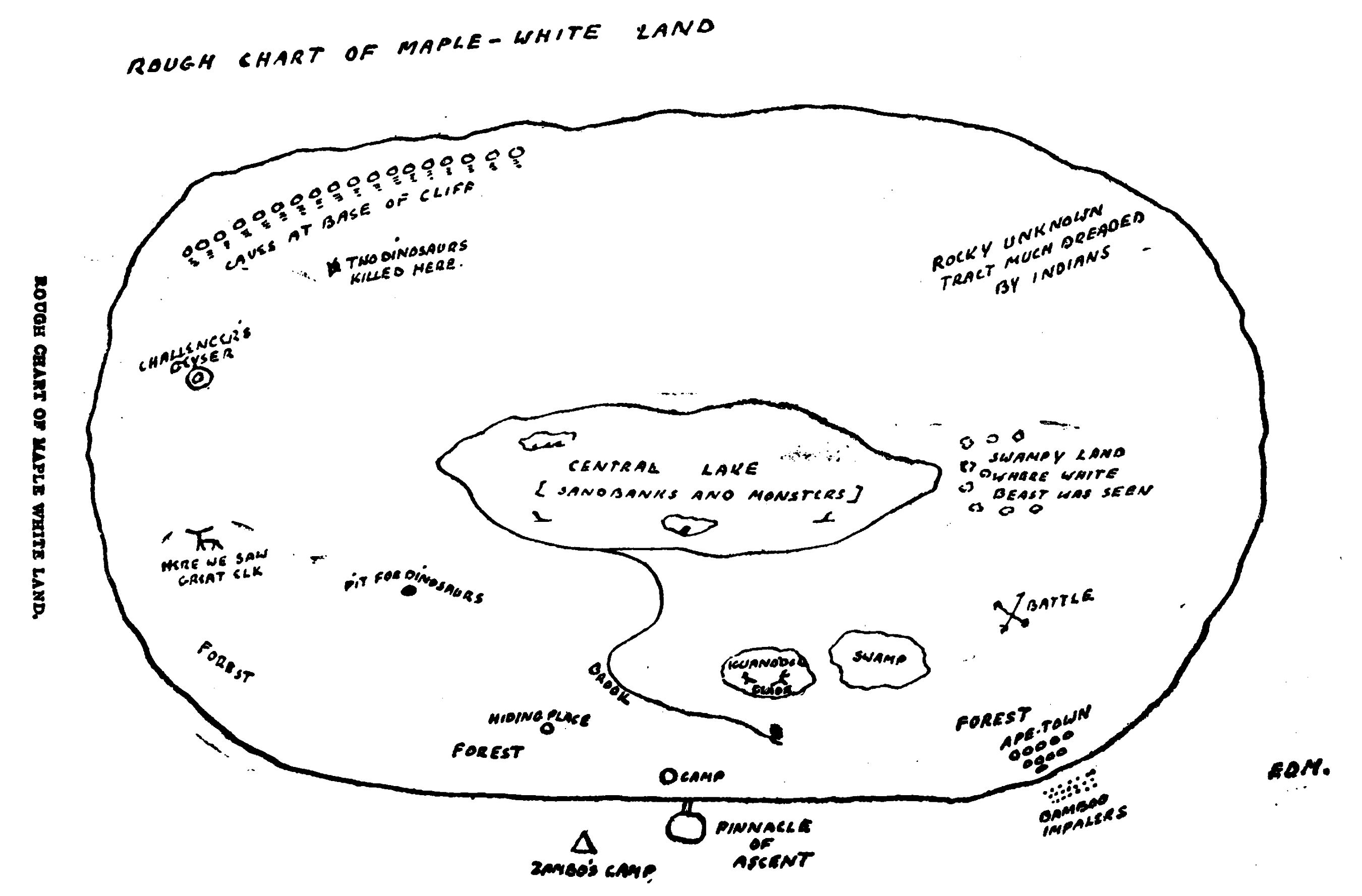
Mapa de la “Tierra de Maple White”

Los personajes de Ed Malone y Lord John Roxton están inspirados en el periodista Edmund Dene Morel y el diplomático Roger Casement, líderes de la campaña por el fin de la esclavitud en el Congo, movimiento que el mismo Conan Doyle apoyaba activamente. El emplazamiento geográfico del relato se debe a las expediciones al monte Roraima, contemporáneas al autor, y que causaron impresión en la Europa de la época. También se habría inspirado en las historias del explorador inglés Percy Fawcett.

## Adaptaciones al cine y la televisión

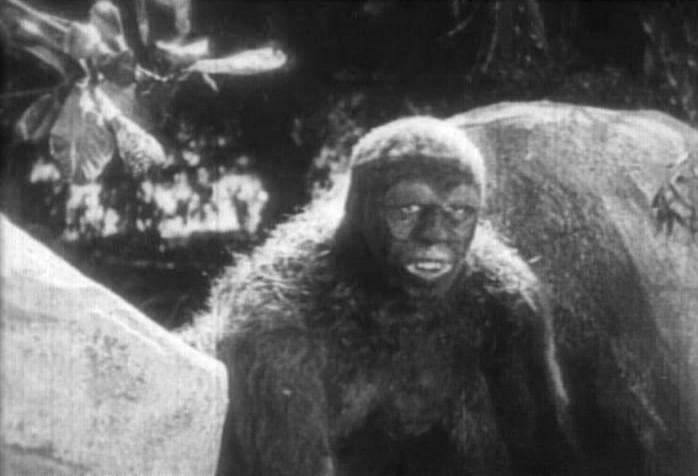
Clip de la película original The Lost World (1925), donde aparece un hombre-mono.

La novela ha sido adaptada al cine en varias ocasiones. La primera de ellas fue en 1925: El mundo perdido, con la leyenda cinematográfica Wallace Beery en el papel del profesor Challenger. Esta versión fue dirigida por Harry O. Hoyt e introdujo novedosos efectos especiales mediante la técnica de stop motion a cargo de Willis O'Brien y Marcel Delgado (que luego trabajarían juntos en la versión original de King Kong dirigida por Merian C. Cooper). Esta película fue designada "de significancia cultural" por la Biblioteca del Congreso de los Estados Unidos y seleccionada para ser preservada en el Registro Cinematográfico Nacional de los Estados Unidos (véase National Film Registry).
Otras adaptaciones son las de 1960, 1992 y 1998. Una secuela del film de 1992, Regreso al mundo perdido fue lanzada en el año 1998. En el año 2001 se realizó una nueva adaptación en formato de miniserie por la cadena de televisión BBC llamada The Lost World (2001) y la serie de televisión basada en el libro con el nombre Sir Arthur Conan Doyle's The Lost World.
Una película para televisión presentada en 1999 e inspirada en la novela de Julio Verne Viaje al centro de la Tierra contiene muchos elementos tomados del relato de Conan Doyle, como la guerra entre hombres prehistóricos y "eslabones perdidos", aunque estos últimos no son antropomorfos, sino que tienen una conformación reptiliana y son llamados "Soroides" por la tribu humana.